# Daihatsu Materia
Daihatsu Materia — п'ятидверний хетчбек B-класу, вперше представлений японською компанією Daihatsu у 2006 році. Існують такі модифікації моделі:
- Daihatsu Materia 1.3 (2006 — н. ч.);
- Daihatsu Materia 1.5 (2006 — н. ч.);
- Daihatsu Materia 1.5 4WD (2006 — н. ч.).

Плюс цієї моделі — її екологічна відповідність стандарту Євро-4 за якістю вихлопних газів.

## Опис
Стандартне оснащення Daihatsu Materia включає:
- антиблокувальну систему гальм;
- систему розподілу гальмівного зусилля;
- передні подушки безпеки;
- замок «від дітей» на задніх дверях;
- дверні балки безпеки;
- кондиціонер;
- передні і задні електросклопідіймачі;
- підсилювач керма;
- електропривод дзеркал;
- безключовий доступ;
- водійське сидіння з регулюванням по висоті;
- підсилювач керма;
- подвійні бічні подушки безпеки;
- бампера під колір кузова;
- 8 підстаканників;
- тоновані стекла;
- задній склоочисник;
- 15-дюймові шини[1].

## Безпека
Автомобіль Daihatsu Materia в 2007 році пройшов випробування Euro NCAP:
| Дорослий | Дитина | Пішохід |
| -------- | ------ | ------- |
| 4        | 3      | 2       |

## Огляд моделі

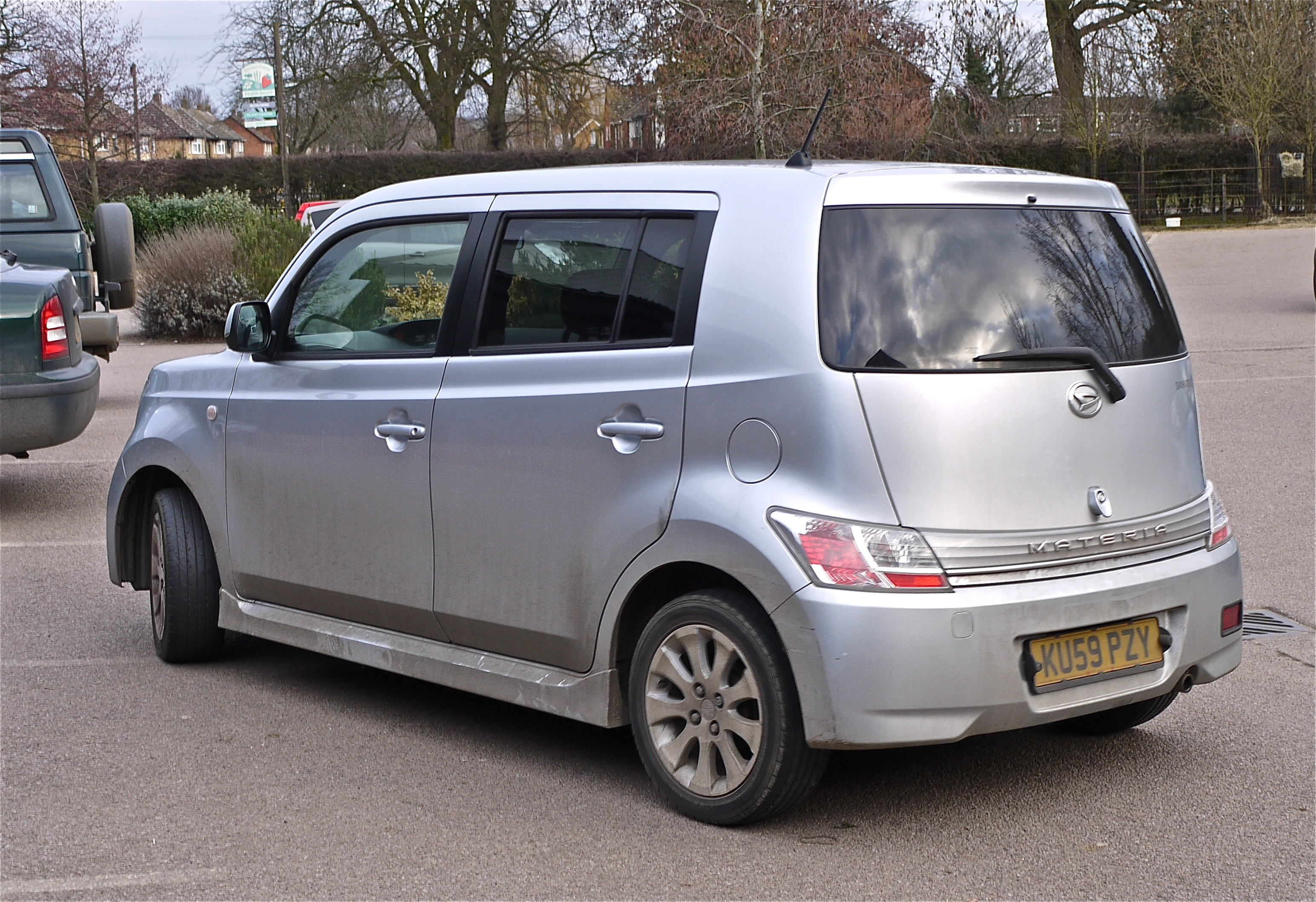
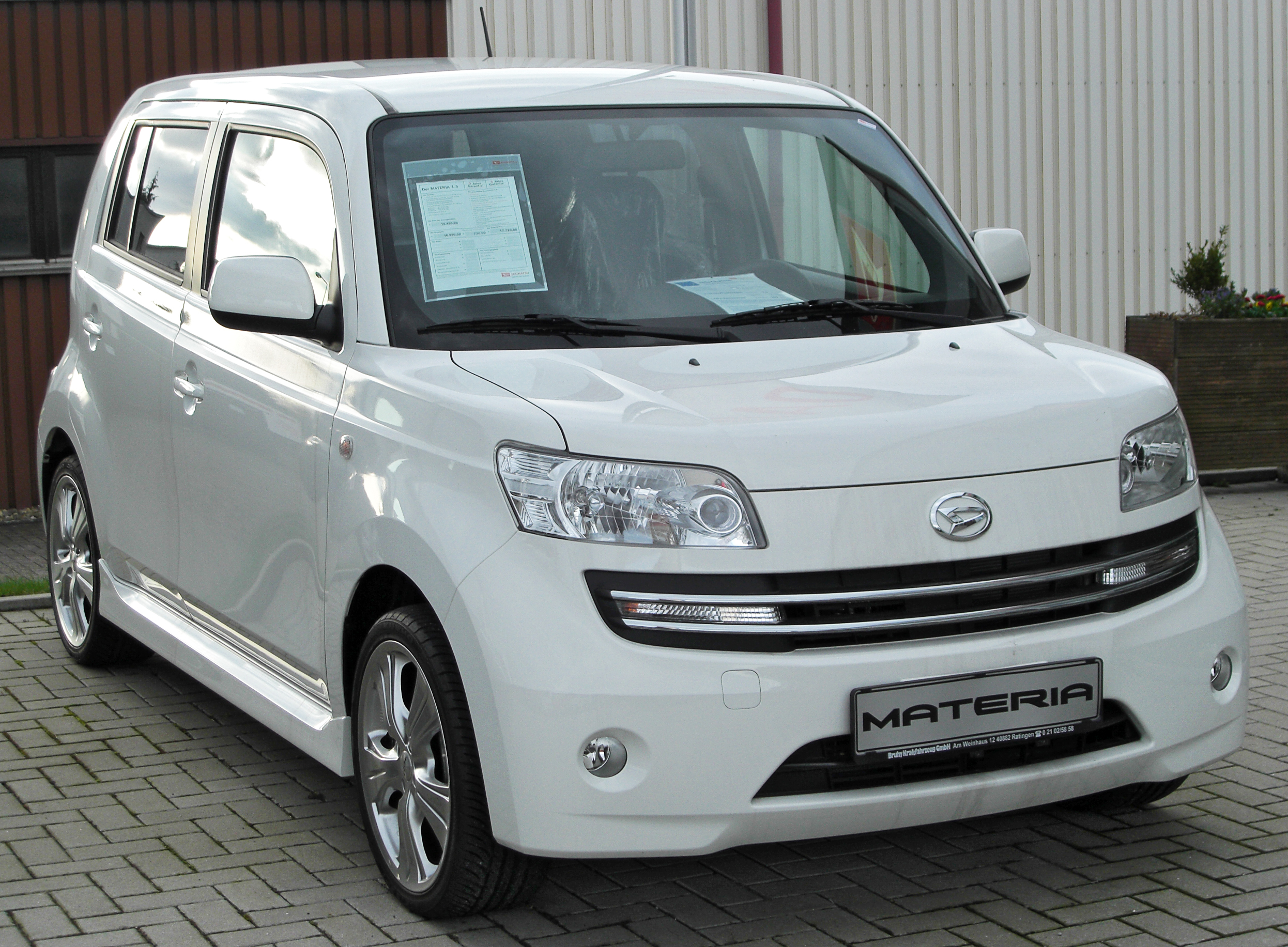
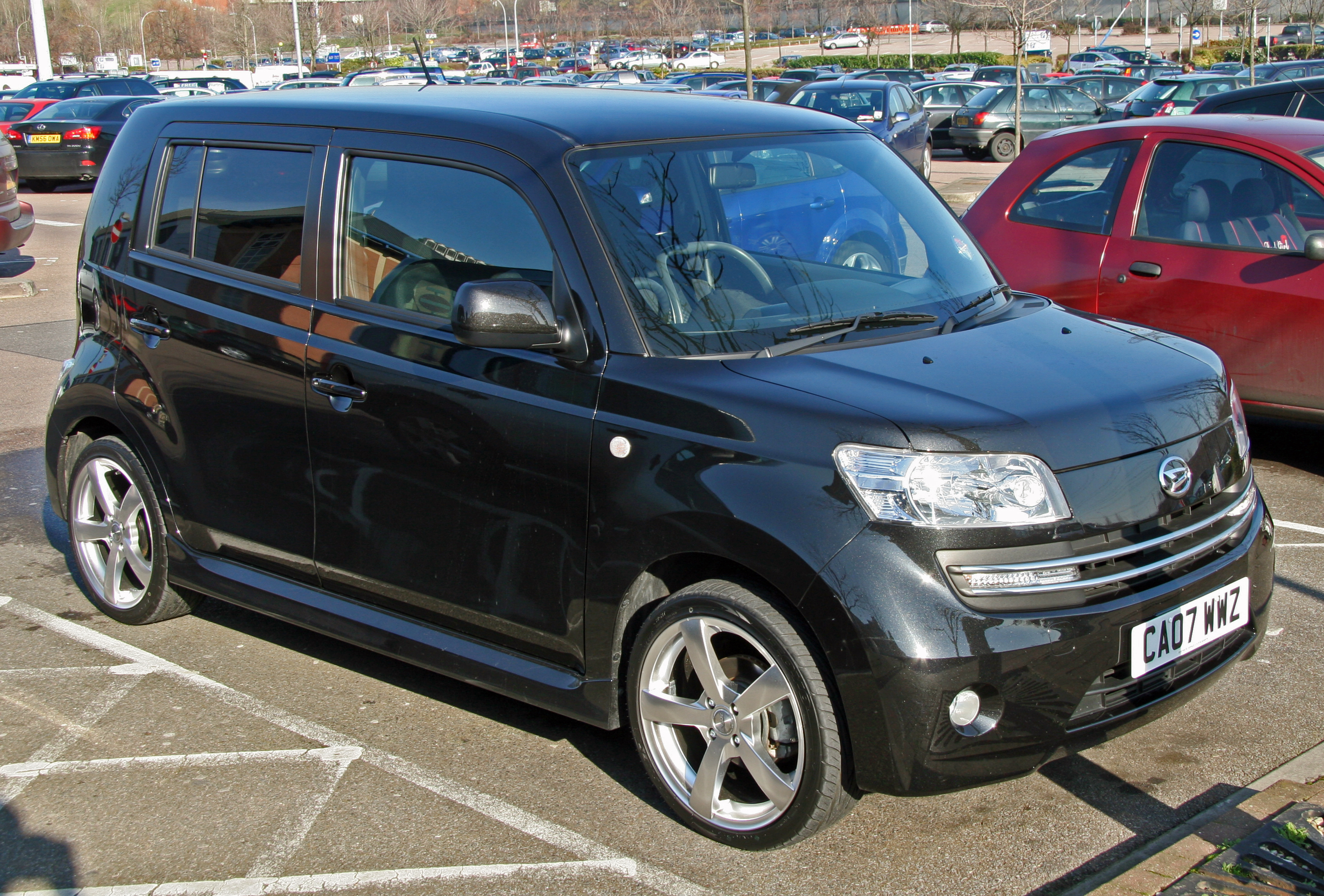